# ABCお笑いグランプリ
ABCお笑いグランプリ（エービーシーおわらいグランプリ）は、朝日放送テレビ（ABCテレビ）が主催するお笑いコンクールである。
1980年から2011年まで開催された「ABC漫才・落語新人コンクール」「ABCお笑い新人グランプリ」を引き継ぐ大会であり、若手芸人の登竜門といわれる賞レースのひとつ。

## 概要
- 2011年まで成人の日に決勝を実施していた「ABCお笑い新人グランプリ」をリニューアル。関西中心に活動している結成5年目以内のコンビに限っていた出場資格を、デビュー10年目以内（結成年数ではなく、グループの誰かがプロデビューした年を起点とする[7]）で（関西を含めて）全国で活動している全ての若手ピン芸人・お笑いコンビ・お笑いグループ（以下「組」と略記）にまで拡大した。
- 大会回数は1980年の第1回「ABC漫才・落語新人コンクール」からの通算として扱う。一方で、第33回から第36回までは優勝賞金を2011年（32回大会）の100万円から、300万円に増額されたが、第37回大会からは100万円に減額[7]。決勝の司会は、2008年の第29回大会から担当していた藤井隆が第40回大会まで続投し、2020年の第41回大会からは山里亮太が務めている。
- 決勝の開催日を、「ABCお笑い新人グランプリ」時代までの成人の日から、1月最終週（第36回は第3週）の日曜日に変更。決勝進出者についても、第34回までは前年の予選会直後の記者会見[8]での発表から、決勝放送のオープニングでの発表に改められた。準決勝に残った芸人を、当番組の放送開始まで会場（朝日放送本社）のエントランス（屋外階段）に待機させ、当番組のオープニングで、予選順位9位（第33回は10位）から1組ずつ発表していた。第35回以降は番組公式サイトで決勝進出者が発表されており、第35回・第36回は同日放送の『おはようコールABC』『おはよう朝日です』の中でも発表が行われていた。
- 2015年12月の『M-1グランプリ』復活に伴い、第37回大会（2016年度）からは開催時期を夏に変更[7]。第37回大会は、ABC創立65周年記念企画の一環として、海の日（7月18日）に開催された。
- 第42回大会・第43回大会は冠スポンサーとしてカーネクストが就任し、『カーネクストpresentsABCお笑いグランプリ』としてリニューアルした。
- 第44回大会はプラチナサポーターとして東武鉄道が就任した。

## 歴代優勝者
| 回 | 放送日時      | グループ名 所属事務所（当時）                   | 決勝出場回数 | 結成年 | 出場組数 |
| -- | ------------- | ----------------------------------------------- | ------------ | ------ | -------- |
| 33 | 2012年1月29日 | かまいたち よしもとCA                           | -            | 2004年 | 449組    |
| 34 | 2013年1月27日 | ジャルジャル よしもとCA                         | 2年連続2回目 | 2003年 | 524組    |
| 35 | 2014年1月26日 | 天竺鼠 よしもとCA                               | 2年連続2回目 | 2004年 | 665組    |
| 36 | 2015年1月18日 | GAG少年楽団 よしもとCA                          | 3年連続3回目 | 2006年 | 1014組   |
| 37 | 2016年7月18日 | セルライトスパ よしもとCA                       | 初出場       | 2009年 | 816組    |
| 38 | 2017年7月9日  | 霜降り明星 よしもとCA                           | 初出場       | 2013年 | 556組    |
| 39 | 2018年7月8日  | ファイヤーサンダー ワタナベエンターテインメント | 初出場       | 2014年 | 570組    |
| 40 | 2019年7月21日 | エンペラー 吉本興業                             | 初出場       | 2011年 | 520組    |
| 41 | 2020年7月12日 | コウテイ 吉本興業                               | 2年連続2回目 | 2013年 | 480組    |
| 42 | 2021年7月11日 | オズワルド 吉本興業                             | 2年連続2回目 | 2014年 | 574組    |
| 43 | 2022年7月10日 | カベポスター 吉本興業                           | 4年連続4回目 | 2014年 | 608組    |
| 44 | 2023年7月9日  | ダブルヒガシ 吉本興業                           | 2年ぶり2回目 | 2014年 | 575組    |
| 45 | 2024年7月7日  | 令和ロマン 吉本興業                             | 3年連続3回目 | 2018年 | 568組    |
| 46 | 2025年6月29日 | エバース 吉本興業                               | 2年連続2回目 | 2016年 | 542組    |

- よしもとCA = よしもとクリエイティブ・エージェンシー

## 決勝戦
決勝の模様は、主催の朝日放送テレビ（ABCテレビ）や一部のテレビ朝日系列局で生放送。放送時間は、「お笑い新人グランプリ」として関西ローカル（ABCテレビの「ホリデーワイド」枠）で放送していた前回大会までの4時間から、2時間にまで縮小していたが、第37回からは3時間に再度拡大している。

### 審査方法
第33回大会 - 第36回大会
準決勝の順位（放送上は「予選順位」と呼称）が10位（2013年の第34回大会は9位）だった組から順に、持ち時間4分間でネタを披露。ネタ終了直後に、5名の審査員が1人100点の持ち点（満点：500点）で審査してから、審査員の背後に設けられたモニターに3桁のスロット形式で全審査員の点数を公表する。2組目からは、それまでに最高の点数を得た組（暫定1位）と点数を比較。点数の低い組を「敗退」扱いで次々と退場させた後に、全10組（第34回大会は9組）のネタ披露が終了した時点で点数が最も高い組を「優勝=グランプリ」とする、勝ち抜き制方式でグランプリを決定する。
第37回大会
ファーストステージとファイナルステージの2ネタ方式で審査を実施。決勝進出者12組は、最終予選の順位を元に、ブロックごとの戦力が均等になるようA-Cの3ブロックに振り分けられる。これまでと違い、ファーストステージ・ファイナルステージ共に各審査員の評点は公表されない。
ファーストステージでは、各ブロックごとにクジ引きにより決定されたネタ順で、持ち時間4分間でネタを披露し、ネタ終了後に10名の審査員が1人100点の持ち点（満点：1000点）で審査。各ブロック全組のネタ披露後に4位から順に点数を公表し、最も点数の高かった1組がファイナルステージへ進出する。
ファイナルステージでは、勝ち上がった3組がファーストステージの点数が高かった組からネタ順を選択し、ファーストステージとは違う4分間のネタを披露。1組ずつネタを披露した直後にファーストステージと同様の審査を行い、その都度合計点数を公表する。2組目からは点数の高い組（暫定1位）が勝ち残り、点数の低い組は「敗退」として退場させ、全3組のネタ披露が終了した時点で点数が最も高い組を「優勝=グランプリ」とする。
第38回大会 -
ファーストステージでは、各ブロックごとに7名の審査員が1位から4位までの順位を決定。その順位によるポイントを集計し（1位・10点、2位・5点、3位・3点、4位・1点）、最もポイントの高かった1組がファイナルステージへ進出する。審査結果の詳細は、各審査員が勝者に付けた順位のみが公表される。
ファイナルステージでは、ネタ終了後に7名の審査員が1人100点の持ち点（満点：700点）で審査し、審査員別の評点は公表されない。第38回・第39回では各組のネタ終了ごとに合計得点を発表したが、第40回からは全3組のネタ終了後に一斉で発表するようになった。
第38 - 41回のファイナルステージのネタ順は、中に数字の書かれた提灯（第38 - 40回）やスイカのオブジェ（第41回）を決勝進出者が選ぶ方式で決定された。第42回以降ではCM中に行われるため、どのような形で決定されるかが明らかにされていない。

### 審査員
表記は舞台袖から観客席側への順。第38回以降は下段舞台袖から観客席側、上段舞台袖から観客席側への順。
| 回 | 人数 | 審査員       | 審査員       | 審査員       | 審査員       | 審査員         | 審査員   | 審査員     | 審査員 | 審査員   | 審査員   |
| -- | ---- | ------------ | ------------ | ------------ | ------------ | -------------- | -------- | ---------- | ------ | -------- | -------- |
| 33 | 5人  | 太平サブロー | リンゴ       | 天野ひろゆき | 板尾創路     | 渡辺正行       |          |            |        |          |          |
| 34 | 5人  | 太平サブロー | 天野ひろゆき | 板尾創路     | 陣内智則     | 渡辺正行       |          |            |        |          |          |
| 35 | 5人  | 太平サブロー | 久本雅美     | 木村祐一     | 天野ひろゆき | 板尾創路       |          |            |        |          |          |
| 36 | 5人  | 太平サブロー | 久本雅美     | 天野ひろゆき | 陣内智則     | ヒロミ         |          |            |        |          |          |
| 37 | 10人 | 星田英利     | 黒田有       | お〜い!久馬  | こいで       | 柴田英嗣       | 小沢一敬 | はなわ     | 友近   | 浜谷健司 | 田中卓志 |
| 38 | 7人  | リンゴ       | 兵動大樹     | 陣内智則     | 小沢一敬     | 柴田英嗣       | 友近     | 藤本敏史   |        |          |          |
| 39 | 7人  | リンゴ       | 兵動大樹     | 黒田有       | 陣内智則     | 柴田英嗣       | 小沢一敬 | 藤本敏史   |        |          |          |
| 40 | 7人  | リンゴ       | 兵動大樹     | 黒田有       | 小沢一敬     | 飯尾和樹       | 陣内智則 | くっきー   |        |          |          |
| 41 | 7人  | リンゴ       | 兵動大樹     | 小沢一敬     | 陣内智則     | 柴田英嗣       | ユースケ | 山内健司   |        |          |          |
| 42 | 7人  | リンゴ       | 兵動大樹     | 陣内智則     | 小沢一敬     | 濱口優         | 山内健司 | ユースケ   |        |          |          |
| 43 | 7人  | 兵動大樹     | 陣内智則     | 岩尾望       | 小沢一敬     | 濱口優         | 山内健司 | ユースケ   |        |          |          |
| 44 | 7人  | リンゴ       | 兵動大樹     | 陣内智則     | 田中卓志     | 山内健司       | ユースケ | 岩崎う大   |        |          |          |
| 45 | 7人  | リンゴ       | 兵動大樹     | 陣内智則     | 岩崎う大     | 山内健司       | ユースケ | 立川志らく |        |          |          |
| 46 | 7人  | 山内健司     | ユースケ     | 陣内智則     | 岩崎う大     | 野田クリスタル | 駒場孝   | 秋山寛貴   |        |          |          |

## 出演者
| 回 | 司会                | アシスタント | プレゼンター | リポーター             | ナビゲーター（第33 - 36回） / ナレーション（第37回 -） |
| -- | ------------------- | ------------ | ------------ | ---------------------- | ------------------------------------------------------ |
| 33 | 藤井隆              | 菜々緒       | 井岡一翔     | 加藤明子 角野友紀      | やまだひさし                                           |
| 34 | 藤井隆              | 河北麻友子   | 井岡一翔     | 斎藤真美               | やまだひさし                                           |
| 35 | 藤井隆              | 吉本実憂     | （不在）     | 斎藤真美               | やまだひさし                                           |
| 36 | 藤井隆              | 足立梨花     | （不在）     | 斎藤真美               | やまだひさし                                           |
| 37 | 藤井隆 喜多ゆかり   | （不在）     | （不在）     | （不在）               | 岩本計介                                               |
| 38 | 藤井隆 川添佳穂     | （不在）     | （不在）     | ノブ（千鳥）           | 岩本計介                                               |
| 39 | 藤井隆 川添佳穂     | （不在）     | （不在）     | ノブ（千鳥）           | 古川昌希                                               |
| 40 | 藤井隆 川添佳穂     | （不在）     | （不在）     | レイザーラモンRG       | 立木文彦                                               |
| 41 | 山里亮太 川添佳穂   | （不在）     | （不在）     | 濱家隆一（かまいたち） | 落合健太郎                                             |
| 42 | 山里亮太 澤田有也佳 | （不在）     | （不在）     | コウテイ               | 落合健太郎                                             |
| 43 | 山里亮太 鷲尾千尋   | （不在）     | （不在）     | オズワルド コウテイ    | 落合健太郎                                             |
| 44 | 山里亮太 本田望結   | （不在）     | （不在）     | カベポスター           | アフロ（MOROHA）                                       |
| 45 | 山里亮太 本田望結   | （不在）     | （不在）     | ダブルヒガシ           | アフロ（MOROHA）                                       |
| 46 | 山里亮太 本田望結   | （不在）     | （不在）     | （不在）               | アフロ（MOROHA）                                       |

- プレゼンターは基本として、決勝の開会宣言と決勝進出者の発表を行う。
- リポーターは決勝進出者の発表前に、朝日放送本社エントランスからの生中継へ出演。決勝の開催中には、決勝進出者用楽屋前からのリポートや、プレゼンター・スタジオゲストへのインタビューなどを担当する。
- ナビゲーター・ナレーションは、決勝会場での出演者紹介VTRや、放送での生ナレーションを担当。ただし、基本として放送には顔を出さない。

## 歴代決勝戦結果
| 回       | 第36回まで   | 第37回以降 |
| -------- | ------------ | ---------- |
| 金背景   | 優勝         | 優勝       |
| 銀背景   |              | 2位        |
| 銅背景   |              | 3位        |
| 赤文字   | 審査員最高点 | 1位評価    |
| 青文字   | 審査員最低点 | 4位評価    |
| 赤太文字 | 全体最高点   |            |
| 青太文字 | 全体最低点   |            |
| 黒太文字 |              | 満点       |

- 第37回以降、ファーストステージの出番順は「（ブロック）-（ブロック内での出番順）」、ファイナルステージに残ったグループのジャンル（異なる場合のみ）・出番順は「（ファーストステージ）/（ファイナルステージ）」で表記。
- 第37回のファーストステージ敗退者は、各グループごとに得点の高い方から記載。
- 第38回以降のファイナルステージで同率最高点が発生した場合は、得点の後ろに括弧書きでファーストステージの得点を記載。
- 所属事務所は出場当時。
- よしもとCA = よしもとクリエイティブ・エージェンシー

### 第33回
2012年1月29日に、朝日放送の本社内（大阪市福島区）にあるABCホールで決勝を開催した。
- テレビ朝日系列局のうち、テレビ朝日や鹿児島放送では未放送。
  - 広島ホームテレビでは、決勝から6日後（2月5日・土曜日）の午後に遅れネットで放送した。

| 順位 | グループ名         | 所属事務所                   | ジャンル | 出番順 | 得点  | サブロー | リンゴ | 天野 | 板尾 | 渡辺 |
| ---- | ------------------ | ---------------------------- | -------- | ------ | ----- | -------- | ------ | ---- | ---- | ---- |
| 優勝 | かまいたち         | よしもとCA                   | コント   | 9番    | 458点 | 93       | 94     | 93   | 88   | 90   |
| 2位  | さらば青春の光     | 松竹芸能                     | コント   | 10番   | 454点 | 93       | 94     | 92   | 89   | 86   |
| 3位  | ソーセージ         | よしもとCA                   | コント   | 8番    | 453点 | 92       | 92     | 90   | 92   | 87   |
| 4位  | 三日月マンハッタン | 松竹芸能                     | コント   | 6番    | 443点 | 91       | 87     | 91   | 90   | 84   |
| 5位  | 藤崎マーケット     | よしもとCA                   | 漫才     | 3番    | 441点 | 92       | 95     | 86   | 83   | 85   |
| 6位  | 学天即             | よしもとCA                   | 漫才     | 7番    | 440点 | 90       | 90     | 89   | 85   | 86   |
| 7位  | ジグザグジギー     | マセキ芸能社                 | コント   | 4番    | 439点 | 84       | 91     | 92   | 88   | 84   |
| 7位  | ジャルジャル       | よしもとCA                   | コント   | 5番    | 439点 | 90       | 87     | 90   | 87   | 85   |
| 9位  | プラスマイナス     | よしもとCA                   | 漫才     | 1番    | 435点 | 90       | 85     | 87   | 85   | 88   |
| 10位 | パップコーン       | ワタナベエンターテインメント | コント   | 2番    | 417点 | 85       | 87     | 80   | 83   | 82   |

- 備考
  - 449組がエントリー。予選通過36組のうち、ピン芸人が2組、3人以上のグループが2組。残りの32組がコンビであった。ちなみに優勝したかまいたちは、当大会の前身・ABCお笑い新人グランプリの第28回大会でも最優秀新人賞を受賞している。

### 第34回
2013年1月27日に朝日放送テレビAスタジオで決勝を開催するとともに、15:30 - 17:25の時間帯で生中継を実施。
- テレビ朝日系列局のうち、同時ネットは北海道テレビ、青森朝日放送、岩手朝日テレビ、山形テレビ、福島放送、長野朝日放送、静岡朝日テレビ、メ〜テレ、北陸朝日放送、瀬戸内海放送、愛媛朝日テレビ、山口朝日放送、九州朝日放送、大分朝日放送、長崎文化放送、熊本朝日放送、琉球朝日放送の17局。テレビ朝日・鹿児島放送では、第33回に続いて一切放送しない。
  - 広島ホームテレビでは、第33回大会と同じ事情から、2013年2月2日（土曜日）の13:00 - 14:55に放送。同月1日（金曜日）には、東日本放送で25:34 - 27:30、新潟テレビ21で25:25 - 27:20に、秋田朝日放送では2月10日（日曜日）の15:30 - 17:25に放送。
- 公式サイトでは、朝日放送および上記17局での生放送と同時に独自の動画を配信。決勝進出組の発表終了までは朝日放送本社のエントランス、決勝の放送中には同局Aスタジオのバックステージから、YouTubeやUstream向けに動画を流した。生放送の終了後からは、朝日放送のスマートフォンおよび携帯電話向け公式サイトにおいて、決勝で披露された全てのネタを動画で配信している。
- 決勝進出組が発表される前には、ますだおかだ・千原兄弟・チュートリアル・フットボールアワーが「ABCお笑い新人グランプリ」時代に新人賞を獲得した際のネタ披露・受賞発表の映像を、CMの前にダイジェスト形式で放送した。

| 順位 | グループ名         | 所属事務所   | ジャンル | 決勝出場回数 | 出番順 | 得点  | サブロー | 天野 | 板尾 | 陣内 | 渡辺 |
| ---- | ------------------ | ------------ | -------- | ------------ | ------ | ----- | -------- | ---- | ---- | ---- | ---- |
| 優勝 | ジャルジャル       | よしもとCA   | 漫才     | 2年連続2回目 | 9番    | 484点 | 97       | 97   | 98   | 98   | 94   |
| 2位  | GAG少年楽団        | よしもとCA   | コント   | 初出場       | 6番    | 471点 | 96       | 95   | 96   | 92   | 92   |
| 3位  | ジグザグジギー     | マセキ芸能社 | コント   | 2年連続2回目 | 7番    | 469点 | 94       | 92   | 97   | 95   | 91   |
| 4位  | シソンヌ           | よしもとCA   | コント   | 初出場       | 3番    | 466点 | 93       | 91   | 97   | 95   | 90   |
| 5位  | プリマ旦那         | よしもとCA   | 漫才     | 初出場       | 4番    | 463点 | 92       | 92   | 95   | 95   | 89   |
| 6位  | 天竺鼠             | よしもとCA   | コント   | 初出場       | 8番    | 461点 | 94       | 90   | 95   | 90   | 92   |
| 7位  | アイロンヘッド     | よしもとCA   | コント   | 初出場       | 5番    | 455点 | 90       | 92   | 90   | 94   | 89   |
| 8位  | ジャングルポケット | よしもとCA   | コント   | 初出場       | 2番    | 449点 | 91       | 88   | 93   | 90   | 87   |
| 9位  | 和牛               | よしもとCA   | 漫才     | 初出場       | 1番    | 443点 | 90       | 89   | 89   | 88   | 87   |

- 備考
  - 前身の「ABC漫才・落語新人コンクール」「ABCお笑い新人グランプリ」を含めて、当時史上最多の524組がエントリー。そのうち37組が、二次予選を通過した。二次予選から準決勝へ進んだ組で、ピン芸人は2組、女性芸人は1人のみ。3人以上のグループは、GAG少年楽団・ジャングルポケットを含めて4組であった。
  - 吉本所属のファイナリストの割合は過去最高の88.9%。
  - ジャルジャルは、出場資格の上限に当たるコンビ結成10年目で、前身の「ABCお笑い新人グランプリ」を含めて初めての優勝を果たした。
  - 初めて全審査員から90点以上の評点を獲得したグループが出た（9組中5組）。また、サブローは全組に対して90点以上の評点をつけている（1人の審査員が決勝進出者全組に90点以上の評点をしたのは、公表された回では唯一）。
  - 上位6組の得点はいずれも、前回大会でかまいたち（優勝）が記録した得点より高かった。また、今回優勝したジャルジャルは、前回の自身の得点を45点上回った。
  - 第33回大会優勝のかまいたちと、2004年の「ABCお笑い新人グランプリ」で最優秀新人賞を受賞した千鳥が、スタジオゲストで登場した。

### 第35回
2014年1月26日に朝日放送テレビAスタジオで決勝を開催するとともに、15:30 - 17:25の時間帯で生中継を実施。
- テレビ朝日系列局のうち、同時ネットは北海道テレビ、岩手朝日テレビ、東日本放送、山形テレビ、福島放送、長野朝日放送、静岡朝日テレビ、瀬戸内海放送、愛媛朝日テレビ、山口朝日放送、九州朝日放送、大分朝日放送、長崎文化放送、熊本朝日放送、琉球朝日放送の15局。

| 順位 | グループ名         | 所属事務所   | ジャンル | 決勝出場回数 | 出番順 | 得点  | サブロー | 久本 | 木村 | 天野 | 板尾 |
| ---- | ------------------ | ------------ | -------- | ------------ | ------ | ----- | -------- | ---- | ---- | ---- | ---- |
| 優勝 | 天竺鼠             | よしもとCA   | コント   | 2年連続2回目 | 5番    | 483点 | 96       | 98   | 100  | 97   | 92   |
| 2位  | 学天即             | よしもとCA   | 漫才     | 2年ぶり2回目 | 10番   | 476点 | 96       | 98   | 100  | 93   | 89   |
| 3位  | 和牛               | よしもとCA   | 漫才     | 2年連続2回目 | 3番    | 456点 | 95       | 95   | 88   | 90   | 88   |
| 4位  | GAG少年楽団        | よしもとCA   | コント   | 2年連続2回目 | 8番    | 451点 | 90       | 88   | 95   | 90   | 88   |
| 5位  | 藤崎マーケット     | よしもとCA   | 漫才     | 2年ぶり2回目 | 7番    | 442点 | 90       | 87   | 89   | 89   | 87   |
| 6位  | ラブレターズ       | ASH&D        | コント   | 初出場       | 1番    | 437点 | 94       | 88   | 84   | 87   | 84   |
| 6位  | シマッシュレコード | よしもとCA   | コント   | 初出場       | 2番    | 437点 | 90       | 86   | 90   | 89   | 82   |
| 8位  | シソンヌ           | よしもとCA   | コント   | 2年連続2回目 | 6番    | 433点 | 89       | 84   | 87   | 89   | 84   |
| 9位  | ニューヨーク       | よしもとCA   | コント   | 初出場       | 4番    | 431点 | 89       | 84   | 83   | 91   | 84   |
| 10位 | ジグザグジギー     | マセキ芸能社 | コント   | 3年連続3回目 | 9番    | 429点 | 87       | 85   | 82   | 89   | 86   |

- 備考
  - 665組（大阪148組、東京517組）がエントリー。そのうち79組（大阪28組、東京51組）が、一次予選を通過。二次予選から準決勝へ進んだ40組（大阪16組、東京24組）のうち、ピン芸人は4組、女性芸人は2人、3人以上のグループは、GAG少年楽団・エレファンツ・夜ふかしの会の3組であった。決勝進出者10組は、2014年1月15日に番組公式サイトおよび同日放送の『おはようコールABC』『おはよう朝日です』の中で発表された。
  - 前年からの連続出場組が、大会史上最多の5組となった。
  - 5組目の天竺鼠が大会史上初めて審査員個人の最高評点である100点（木村）を獲得した。10組目の学天即も木村から100点の評点を獲得し、サブローと久本も同点だったが、天野と板尾の評点で大きく下回ったことが響いた。
  - 藤崎マーケットと天竺鼠は出場資格の上限に当たるコンビ結成10年目で、優勝した天竺鼠は当大会の前身・ABCお笑い新人グランプリの第30回大会でも最優秀新人賞を受賞している。また、前回大会のジャルジャルに引き続き、出場当時5upよしもとの「煌〜kirameki〜TOP」だったメンバーが2年連続で優勝している。
  - 第34回大会優勝のジャルジャルと、前年に引き続き千鳥が、スタジオゲストで登場した。

### 第36回
2015年1月18日に朝日放送テレビAスタジオで決勝を開催するとともに、15:25 - 17:25の時間帯で生中継を実施。
- テレビ朝日系列局のうち、同時ネットは北海道テレビ、秋田朝日放送、山形テレビ、福島放送、北陸朝日放送、静岡朝日テレビ、メ〜テレ、瀬戸内海放送、愛媛朝日テレビ、山口朝日放送、九州朝日放送、熊本朝日放送、琉球朝日放送の13局。
  - これまで同時・遅れネットともに実施していなかった鹿児島放送では、今回初めて遅れネットを実施した。

| 順位 | グループ名             | 所属事務所       | ジャンル | 決勝出場回数 | 出番順 | 得点  | サブロー | 久本 | 天野 | 陣内 | ヒロミ |
| ---- | ---------------------- | ---------------- | -------- | ------------ | ------ | ----- | -------- | ---- | ---- | ---- | ------ |
| 優勝 | GAG少年楽団            | よしもとCA       | コント   | 3年連続3回目 | 7番    | 480点 | 97       | 98   | 95   | 93   | 97     |
| 2位  | 学天即                 | よしもとCA       | 漫才     | 2年連続3回目 | 10番   | 473点 | 96       | 96   | 94   | 93   | 94     |
| 3位  | うしろシティ           | 松竹芸能         | コント   | 初出場       | 4番    | 470点 | 92       | 96   | 94   | 95   | 93     |
| 4位  | ニューヨーク           | よしもとCA       | コント   | 2年連続2回目 | 6番    | 467点 | 92       | 90   | 94   | 95   | 96     |
| 5位  | チョコレートプラネット | よしもとCA       | コント   | 初出場       | 9番    | 466点 | 93       | 91   | 95   | 92   | 95     |
| 6位  | シンクロック           | よしもとCA       | 漫才     | 初出場       | 5番    | 460点 | 91       | 93   | 89   | 94   | 93     |
| 7位  | ガリバートンネル       | よしもとCA       | コント   | 初出場       | 2番    | 454点 | 92       | 85   | 92   | 92   | 93     |
| 8位  | たかまつなな           | サンミュージック | ピン芸   | 初出場       | 3番    | 453点 | 91       | 94   | 89   | 90   | 89     |
| 9位  | 吉田たち               | よしもとCA       | 漫才     | 初出場       | 1番    | 436点 | 91       | 88   | 85   | 92   | 80     |
| 10位 | 中山女子短期大学       | よしもとCA       | ピン芸   | 初出場       | 8番    | 432点 | 88       | 85   | 87   | 89   | 83     |

- 備考
  - 史上最多の1014組（大阪409組、東京605組）がエントリー。そのうち106組（大阪42組、東京64組）が、一次予選を通過。決勝進出者10組は、2015年1月6日に番組公式サイトおよび同日放送の『おはようコールABC』『おはよう朝日です』の中で発表された。
  - ピン芸人（たかまつなな、中山女子短期大学）が初めて決勝進出した。
  - 第35回大会優勝の天竺鼠が、スタジオゲストで登場した。
  - コンビ以外での優勝は現在もGAG少年楽団のみ。

### 第37回
ABC創立65周年記念番組として、2016年7月18日に朝日放送テレビAスタジオで決勝を開催するとともに、14:00 - 16:58の時間帯で生中継を実施（関西ローカル）。
| 成績    | グループ名     | 所属事務所   | ジャンル | 決勝出場回数 | 出番順    | 1st得点 | Final得点 |
| ------- | -------------- | ------------ | -------- | ------------ | --------- | ------- | --------- |
| 優勝    | セルライトスパ | よしもとCA   | コント   | 初出場       | C-3番/2番 | 926点   | 947点     |
| 2位     | 大自然         | よしもとCA   | 漫才     | 初出場       | B-4番/3番 | 957点   | 943点     |
| 3位     | アイロンヘッド | よしもとCA   | コント   | 3年ぶり2回目 | A-1番/1番 | 900点   | 923点     |
| 1st敗退 | インディアンス | よしもとCA   | 漫才     | 初出場       | A-2番     | 879点   | -         |
| 1st敗退 | 馬鹿よ貴方は   | オフィス北野 | コント   | 初出場       | A-3番     | 876点   | -         |
| 1st敗退 | 相席スタート   | よしもとCA   | 漫才     | 初出場       | A-4番     | 870点   | -         |
| 1st敗退 | さらば青春の光 | ザ・森東     | コント   | 4年ぶり2回目 | B-1番     | 933点   | -         |
| 1st敗退 | ニューヨーク   | よしもとCA   | コント   | 3年連続3回目 | B-2番     | 919点   | -         |
| 1st敗退 | 尼神インター   | よしもとCA   | 漫才     | 初出場       | B-3番     | 918点   | -         |
| 1st敗退 | ダイタク       | よしもとCA   | 漫才     | 初出場       | C-4番     | 896点   | -         |
| 1st敗退 | ジグザグジギー | マセキ芸能社 | コント   | 2年ぶり4回目 | C-1番     | 892点   | -         |
| 1st敗退 | ゆーびーむ☆    | マセキ芸能社 | ピン芸   | 初出場       | C-2番     | 889点   | -         |

- 備考
  - 816組がエントリー。66組が一次予選を通過し[12]、このうち63組が7月1日に開催された最終予選に出場[13]。決勝進出者12組は、2016年7月2日正午に番組公式サイトで発表された[14][15]。

### 第38回
2017年7月9日に朝日放送テレビAスタジオで決勝を開催するとともに、14:25 - 17:25の時間帯で生中継を実施（関西ローカル）。
| 成績    | グループ名             | 所属事務所                   | ジャンル | 決勝出場回数 | 出番順    | Final得点 |
| ------- | ---------------------- | ---------------------------- | -------- | ------------ | --------- | --------- |
| 優勝    | 霜降り明星             | よしもとCA                   | 漫才     | 初出場       | C-3番/2番 | 668点     |
| 2位     | マルセイユ             | よしもとCA                   | 漫才     | 初出場       | A-4番/3番 | 658点     |
| 3位     | ロングコートダディ     | よしもとCA                   | コント   | 初出場       | B-1番/1番 | 625点     |
| 1st敗退 | からし蓮根             | よしもとCA                   | 漫才     | 初出場       | A-1番     | -         |
| 1st敗退 | ラフレクラン           | よしもとCA                   | コント   | 初出場       | A-2番     | -         |
| 1st敗退 | ゆりやんレトリィバァ   | よしもとCA                   | ピン芸   | 初出場       | A-3番     | -         |
| 1st敗退 | ジャイアントジャイアン | 浅井企画                     | 漫才     | 初出場       | B-2番     | -         |
| 1st敗退 | 田畑藤本               | よしもとCA                   | 漫才     | 初出場       | B-3番     | -         |
| 1st敗退 | THE GREATEST HITS      | よしもとCA                   | コント   | 初出場       | B-4番     | -         |
| 1st敗退 | 紺野ぶるま             | 松竹芸能                     | ピン芸   | 初出場       | C-1番     | -         |
| 1st敗退 | ツートライブ           | よしもとCA                   | 漫才     | 初出場       | C-2番     | -         |
| 1st敗退 | ハナコ                 | ワタナベエンターテインメント | コント   | 初出場       | C-4番     | -         |

| ブロック | グループ名         | 合計 | リンゴ    | 兵動      | 陣内      | 小沢      | 柴田      | 友近      | 藤本      |
| -------- | ------------------ | ---- | --------- | --------- | --------- | --------- | --------- | --------- | --------- |
| A        | マルセイユ         | 56   | 5（2位）  | 10（1位） | 10（1位） | 1（4位）  | 10（1位） | 10（1位） | 10（1位） |
| B        | ロングコートダディ | 53   | 10（1位） | 5（2位）  | 3（3位）  | 5（2位）  | 10（1位） | 10（1位） | 10（1位） |
| C        | 霜降り明星         | 65   | 5（2位）  | 10（1位） | 10（1位） | 10（1位） | 10（1位） | 10（1位） | 10（1位） |

- 備考
  - 556組がエントリー。58組が一次予選を通過し、6月20日に開催された最終予選に出場[16]。決勝進出者12組は、2016年7月2日正午に番組公式Twitter・Instagram・LINE LIVEで発表された。
  - 第34回以降で初めて、全組が決勝初進出となった[17][18]。
  - この回より、ファーストステージ開始前にゲストによる漫才が披露されるようになった。この回のゲスト漫才は、矢野・兵動（第14回ABCお笑い新人グランプリ優秀新人賞）・笑い飯（第24回ABCお笑い新人グランプリ優秀新人賞）・ジャルジャル（第34回ABCお笑いグランプリ優勝）の3組。

### 第39回
2018年7月8日に朝日放送テレビAスタジオで決勝を開催するとともに、14:25 - 17:25の時間帯で生中継を実施（関西ローカル）。
この回以降、同年4月1日の認定放送持株会社移行に伴う商号変更並びに分社化により、朝日放送（ABC、現・朝日放送グループホールディングス）からテレビ放送事業を承継した朝日放送テレビに社名・局名が変更となった。
| 成績    | グループ名           | 所属事務所                   | ジャンル | 決勝出場回数 | キャッチコピー               | 出番順    | Final得点 |
| ------- | -------------------- | ---------------------------- | -------- | ------------ | ---------------------------- | --------- | --------- |
| 優勝    | ファイヤーサンダー   | ワタナベエンターテインメント | コント   | 初出場       | 緻密なるコント策士           | B-4番/2番 | 653点     |
| 2位     | 東京ホテイソン       | グレープカンパニー           | 漫才     | 初出場       | 新世代のカブキもの           | A-2番/1番 | 651点     |
| 3位     | 蛙亭                 | よしもとCA                   | コント   | 初出場       | この男女、アブノーマルにつき | C-1番/3番 | 641点     |
| 1st敗退 | さや香               | よしもとCA                   | 漫才     | 初出場       | 冷静と情熱の温度差漫才       | A-1番     | -         |
| 1st敗退 | ラフレクラン         | よしもとCA                   | コント   | 2年連続2回目 | イケメン&キモメン            | A-3番     | -         |
| 1st敗退 | 濱田祐太郎           | よしもとCA                   | 漫談     | 初出場       | 世界に一つだけの漫談         | A-4番     | -         |
| 1st敗退 | からし蓮根           | よしもとCA                   | 漫才     | 2年連続2回目 | 不可思議系漫才               | B-1番     | -         |
| 1st敗退 | ゆりやんレトリィバァ | よしもとCA                   | ピン芸   | 2年連続2回目 | 濃厚こってりキャラランド     | B-2番     | -         |
| 1st敗退 | フタリシズカ         | ワタナベエンターテインメント | コント   | 初出場       | 狂い咲く男女パートナー       | B-3番     | -         |
| 1st敗退 | ビスケットブラザーズ | よしもとCA                   | コント   | 初出場       | 重量級バカ劇場               | C-2番     | -         |
| 1st敗退 | ハナコ               | ワタナベエンターテインメント | コント   | 2年連続2回目 | ドラマチック三重奏           | C-3番     | -         |
| 1st敗退 | たくろう             | よしもとCA                   | 漫才     | 初出場       | やみつきほんわか漫才         | C-4番     | -         |

| ブロック | グループ名         | 合計 | リンゴ    | 兵動      | 黒田      | 陣内      | 柴田      | 小沢      | 藤本      |
| -------- | ------------------ | ---- | --------- | --------- | --------- | --------- | --------- | --------- | --------- |
| A        | 東京ホテイソン     | 53   | 10（1位） | 10（1位） | 10（1位） | 3（3位）  | 5（2位）  | 10（1位） | 5（2位）  |
| B        | ファイヤーサンダー | 55   | 5（2位）  | 5（2位）  | 5（2位）  | 10（1位） | 10（1位） | 10（1位） | 10（1位） |
| C        | 蛙亭               | 51   | 10（1位） | 3（3位）  | 3（3位）  | 10（1位） | 5（2位）  | 10（1位） | 10（1位） |

- 備考
  - 570組がエントリー。60組が一次予選を通過し、6月19日に開催された最終予選に出場[19]。決勝進出者12組は、2018年6月20日正午に番組公式Twitter・Instagram・LINE LIVEで発表された[20]。
  - ワタナベエンターテインメント所属のコンビが3組同時に決勝進出を果たした（ファイヤーサンダー、フタリシズカ、ハナコ）。
  - 歴代の決勝進出者でジャンルが「漫談」になっているのは、現在も濱田祐太郎のみ。
  - よしもとクリエイティブ・エージェンシー以外の芸能事務所に所属する芸人の優勝は、当大会の前身・ABCお笑い新人グランプリの第24回大会で最優秀新人賞を受賞したチョップリン（松竹芸能所属）以来、実に15年ぶりの快挙である。また、現大会になってからの吉本以外所属芸人の優勝は、現時点でファイヤーサンダーのみ。
  - この回のゲスト漫才は、霜降り明星（第38回ABCお笑いグランプリ優勝）、とろサーモン（第27回ABCお笑い新人グランプリ最優秀新人賞）、かまいたち（第28回ABCお笑い新人グランプリ最優秀新人賞・第33回ABCお笑いグランプリ優勝）の3組。

### 第40回
2019年7月21日に朝日放送テレビAスタジオで決勝を開催するとともに、14:25 - 17:25の時間帯で生中継を実施（関西ローカル）。
| 成績    | グループ名        | 所属事務所                   | ジャンル    | 決勝出場回数 | キャッチコピー                 | 出番順    | Final得点 |
| ------- | ----------------- | ---------------------------- | ----------- | ------------ | ------------------------------ | --------- | --------- |
| 優勝    | エンペラー        | 吉本興業                     | 漫才/コント | 初出場       | 王道からの暴走！               | B-2番/1番 | 670点     |
| 2位     | カベポスター      | 吉本興業                     | 漫才        | 初出場       | 草食系ロジカル漫才             | C-3番/2番 | 665点     |
| 3位     | 宮下草薙          | 太田プロダクション           | 漫才        | 初出場       | 止まらぬネガティブ妄想         | A-3番/3番 | 652点     |
| 1st敗退 | ラフレクラン      | 吉本興業                     | コント      | 3年連続3回目 | 変幻自在！仮想ワールド         | A-1番     | -         |
| 1st敗退 | さや香            | 吉本興業                     | 漫才        | 2年連続2回目 | なにわの熱演お兄さん           | A-2番     | -         |
| 1st敗退 | 田津原理音        | 吉本興業                     | ピン芸      | 初出場       | 別にええけど言いたい男         | A-4番     | -         |
| 1st敗退 | そいつどいつ      | 吉本興業                     | コント      | 初出場       | 歪んだ空間にようこそ           | B-1番     | -         |
| 1st敗退 | ネイビーズアフロ  | 吉本興業                     | 漫才        | 初出場       | 饒舌アップビート漫才           | B-3番     | -         |
| 1st敗退 | 四千頭身          | ワタナベエンターテインメント | 漫才        | 初出場       | 元気×陰気×能天気               | B-4番     | -         |
| 1st敗退 | シティホテル3号室 | タイタン                     | コント      | 初出場       | ジワるダサさ満室               | C-1番     | -         |
| 1st敗退 | コウテイ          | 吉本興業                     | 漫才        | 初出場       | 奇天烈フルスロットル           | C-2番     | -         |
| 1st敗退 | トンツカタン      | プロダクション人力舎         | コント      | 初出場       | トリオ仕掛けのコミカルワールド | C-4番     | -         |

| ブロック | グループ名   | 合計 | リンゴ   | 兵動      | 黒田      | 小沢      | 飯尾      | 陣内      | くっきー  |
| -------- | ------------ | ---- | -------- | --------- | --------- | --------- | --------- | --------- | --------- |
| A        | 宮下草薙     | 46   | 3（3位） | 10（1位） | 3（3位）  | 10（1位） | 10（1位） | 5（2位）  | 5（2位）  |
| B        | エンペラー   | 60   | 5（2位） | 5（2位）  | 10（1位） | 10（1位） | 10（1位） | 10（1位） | 10（1位） |
| C        | カベポスター | 55   | 5（2位） | 5（2位）  | 10（1位） | 5（2位）  | 10（1位） | 10（1位） | 10（1位） |

- 備考
  - 520組がエントリー。43組が一次予選を通過し、6月25日に開催された最終予選に出場[21]。決勝進出者12組は、最終予選当日19時に動画配信サービス『Gyao!』で発表された[22]。
  - この回のゲスト漫才は、霜降り明星（第38回ABCお笑いグランプリ優勝）、ファイヤーサンダー（第39回ABCお笑いグランプリ優勝）、かまいたち（第28回ABCお笑い新人グランプリ最優秀新人賞・第33回ABCお笑いグランプリ優勝）、テンダラー（第19回ABCお笑い新人グランプリ決勝出場）の4組。

### 第41回
2020年7月12日に朝日放送テレビAスタジオで決勝を開催するとともに、14:25 - 17:25の時間帯で生中継を実施(関西ローカル)。テレビ朝日とサイバーエージェントが共同で運営している動画配信サービス『ABEMA』でも同時配信された。
| 成績    | グループ名           | 所属事務所                   | ジャンル    | 決勝出場回数 | キャッチコピー         | 出番順    | Final得点 |
| ------- | -------------------- | ---------------------------- | ----------- | ------------ | ---------------------- | --------- | --------- |
| 優勝    | コウテイ             | 吉本興業                     | 漫才/コント | 2年連続2回目 | 奇天烈フルスロットル   | B-3番/2番 | 666点     |
| 2位     | オズワルド           | 吉本興業                     | 漫才        | 初出場       | モダンなわびさび       | A-4番/1番 | 654点     |
| 3位     | フタリシズカ         | ワタナベエンターテインメント | コント      | 2年ぶり2回目 | 東京おバカストーリー   | C-1番/3番 | 635点     |
| 1st敗退 | 世間知らズ           | 吉本興業                     | 漫才        | 初出場       | 衝撃のキモかわ男女     | A-1番     | -         |
| 1st敗退 | チェリー大作戦       | 吉本興業                     | コント      | 初出場       | 新しいコント様式       | A-2番     | -         |
| 1st敗退 | からし蓮根           | 吉本興業                     | 漫才        | 2年ぶり3回目 | 熊本産ピリ辛漫才       | A-3番     | -         |
| 1st敗退 | ベルサイユ           | 松竹芸能                     | ピン芸      | 初出場       | なにわ女の恋愛エレジー | B-1番     | -         |
| 1st敗退 | カベポスター         | 吉本興業                     | 漫才        | 2年連続2回目 | 草食系ロジカル漫才     | B-2番     | -         |
| 1st敗退 | そいつどいつ         | 吉本興業                     | コント      | 2年連続2回目 | 歪んだ空間にようこそ   | B-4番     | -         |
| 1st敗退 | 滝音                 | 吉本興業                     | 漫才        | 初出場       | やみつきハイトーン     | C-2番     | -         |
| 1st敗退 | ビスケットブラザーズ | 吉本興業                     | コント      | 2年ぶり2回目 | 重量級こってり劇場     | C-3番     | -         |
| 1st敗退 | さや香               | 吉本興業                     | 漫才        | 3年連続3回目 | エモい！熱演お兄さん   | C-4番     | -         |

| ブロック | グループ名   | 合計 | リンゴ    | 兵動      | 小沢      | 陣内      | 柴田      | ユースケ  | 山内      |
| -------- | ------------ | ---- | --------- | --------- | --------- | --------- | --------- | --------- | --------- |
| A        | オズワルド   | 53   | 5（2位）  | 3（3位）  | 10（1位） | 10（1位） | 10（1位） | 5（2位）  | 10（1位） |
| B        | コウテイ     | 65   | 10（1位） | 10（1位） | 10（1位） | 5（2位）  | 10（1位） | 10（1位） | 10（1位） |
| C        | フタリシズカ | 51   | 10（1位） | 5（2位）  | 5（2位）  | 10（1位） | 10（1位） | 1（4位）  | 10（1位） |

- 備考
  - 480組がエントリー。56組が一次予選を通過し、6月23日に開催された最終予選に出場[24]。決勝進出者12組は、6月26日19時に『Abematv』で発表された[25]。
  - この回のゲスト漫才は、エンペラー（第40回ABCお笑いグランプリ優勝）、霜降り明星（第38回ABCお笑いグランプリ優勝）、ミルクボーイ（第32回ABCお笑い新人グランプリ決勝出場・M-1グランプリ2019優勝）の3組。
  - 新型コロナウイルス感染拡大防止に伴い、審査員席の間などにアクリル板が設置され、インタビューの際は一定距離が置かれたり、優勝者へのトロフィー・副賞の授与が行われなかった一方で、出演者によるネタ披露時のみ通常どおりの距離で行われた。朝日放送本社スタジオにはゲスト観覧者（村瀬紗英・小嶋花梨（NMB48）、吉田悠祐・辻内祈（Re:Complex）[26]、山下諒真・山口るあ（Abematv『恋する♥週末ホームステイ』出演者）[27]）を含めた40名、パブリックビューイングを実施したABCホールには60名が一定距離を取っての観覧となった。また、スタジオ観覧者の笑い声とともにABCホール観覧者の笑い声もリアルタイムで放送された。
  - ABEMAでは、ファーストステージの配信中に視聴者投票が行われ[注 3]、一番インパクトを受けた芸人として最多得票数を集めた芸人に贈られるABEMA賞が設けられた。ABEMA賞を受賞したフタリシズカには、副賞としてABEMAで配信予定の冠特番出演権が贈られた[28][29]。

### 第42回
2021年7月11日に朝日放送テレビAスタジオで決勝を開催するとともに、14:25 - 17:25の時間帯で生中継を実施（関西ローカル）。テレビ朝日とサイバーエージェントが共同で運営している動画配信サービス『ABEMA』でも同時配信。
| 成績    | グループ名             | 所属事務所                   | ジャンル    | 決勝出場回数 | キャッチコピー           | 出番順    | Final得点 |
| ------- | ---------------------- | ---------------------------- | ----------- | ------------ | ------------------------ | --------- | --------- |
| 優勝    | オズワルド             | 吉本興業                     | 漫才        | 2年連続2回目 | 冷静と情熱のサスペンダー | A-3番/3番 | 676点     |
| 2位     | カベポスター           | 吉本興業                     | 漫才/コント | 3年連続3回目 | 草食系ロジカル漫才       | C-3番/1番 | 672点     |
| 3位     | 蛙亭                   | 吉本興業                     | コント      | 3年ぶり2回目 | エキセントリック男女     | B-4番/2番 | 665点     |
| 1st敗退 | Gパンパンダ            | ワタナベエンターテインメント | コント      | 初出場       | インテリ系トリックスター | A-1番     | -         |
| 1st敗退 | さすらいラビー         | 太田プロダクション           | 漫才        | 初出場       | 怒涛のアンバランス       | A-2番     | -         |
| 1st敗退 | さや香                 | 吉本興業                     | 漫才        | 4年連続4回目 | ナニワの熱演お兄さん     | A-4番     | -         |
| 1st敗退 | パンプキンポテトフライ | ホリプロコム                 | 漫才        | 初出場       | ミステリアス・ハイトーン | B-1番     | -         |
| 1st敗退 | ダブルヒガシ           | 吉本興業                     | 漫才        | 初出場       | 漫才ハードパンチャー     | B-2番     | -         |
| 1st敗退 | コットン               | 吉本興業                     | コント      | 2年ぶり4回目 | 変幻自在!キャラパレード  | B-3番     | -         |
| 1st敗退 | チェリー大作戦         | 吉本興業                     | コント      | 2年連続2回目 | 大阪コントエレジー       | C-1番     | -         |
| 1st敗退 | 赤もみじ               | マセキ芸能社                 | 漫才        | 初出場       | 吠える闘魂               | C-2番     | -         |
| 1st敗退 | 空気階段               | 吉本興業                     | コント      | 初出場       | It's a ぶっとびワールド  | C-4番     | -         |

| ブロック | グループ名   | 合計 | リンゴ    | 兵動      | 陣内      | 小沢      | 濱口      | 山内      | ユースケ  |
| -------- | ------------ | ---- | --------- | --------- | --------- | --------- | --------- | --------- | --------- |
| A        | オズワルド   | 70   | 10（1位） | 10（1位） | 10（1位） | 10（1位） | 10（1位） | 10（1位） | 10（1位） |
| B        | 蛙亭         | 51   | 1（4位）  | 5（2位）  | 10（1位） | 10（1位） | 5（2位）  | 10（1位） | 10（1位） |
| C        | カベポスター | 60   | 5（2位）  | 10（1位） | 10（1位） | 10（1位） | 5（2位）  | 10（1位） | 10（1位） |

- 備考
  - 574組がエントリー。60組が一次予選を通過し、その内37組が6月16日の東京予選に、22組が大阪予選に出場した[30][31]。
  - 初めてホリプロコム所属の芸人が決勝に進出した（パンプキンポテトフライ）。
  - 初めて決勝進出者が全組コンビとなった。
  - この回のゲスト漫才は、コウテイ（第41回ABCお笑いグランプリ優勝）、マヂカルラブリー（M-1グランプリ2020優勝）、ミルクボーイ（第32回ABCお笑い新人グランプリ決勝出場・M-1グランプリ2019優勝）の3組[32]。また、マヂカルラブリーは決勝終了直後にABEMAで配信された番組のMCも担当した。
  - Aブロック3組目のオズワルドが、大会史上初のファーストステージでの「審査員全員からの1位評価」を達成した。
  - オズワルドが、関西地区を拠点とした経験がない組として初めて優勝した（第36回優勝のGAG、第39回優勝のファイヤーサンダーも東京を拠点とするが、デビューは大阪吉本である）。
  - ファイナルステージでオズワルドが記録した「676点」は、第38回以降のファイナルステージでは最高得点である。なお、準優勝となったカベポスターの「672点」は、第42回終了時点で歴代2位の得点である。
  - 初めてファイナルステージ進出者が3組とも決勝経験者かつファイナルステージ経験者となった。
  - ABEMA賞を受賞した空気階段には、副賞として賞金10万円が贈られた[33]。

### 第43回
2022年7月10日に朝日放送テレビAスタジオで決勝を開催するとともに、13:55 - 17:25の時間帯で生中継を実施（関西ローカル）。また『ABEMA』でも同時配信。九州朝日放送（KBC）でも同時ネットを実施。
| 成績    | グループ名         | 所属事務所                   | ジャンル | 決勝出場回数 | キャッチコピー           | 出番順    | Final得点 |
| ------- | ------------------ | ---------------------------- | -------- | ------------ | ------------------------ | --------- | --------- |
| 優勝    | カベポスター       | 吉本興業                     | 漫才     | 4年連続4回目 | 草食系ロジカル漫才       | C-4番/1番 | 675点     |
| 2位     | 令和ロマン         | 吉本興業                     | 漫才     | 初出場       | ニューレトロべしゃり師   | B-1番/2番 | 654点     |
| 2位     | こたけ正義感       | ワタナベエンターテインメント | ピン芸   | 初出場       | お笑い六法全書           | A-2番/3番 | 654点     |
| 1st敗退 | ドーナツ・ピーナツ | 吉本興業                     | 漫才     | 初出場       | アグレッシブおもろうもん | A-1番     | -         |
| 1st敗退 | 青色1号            | 太田プロダクション           | コント   | 初出場       | 三つ巴ミステリアス       | A-3番     | -         |
| 1st敗退 | かが屋             | マセキ芸能社                 | コント   | 初出場       | プロ日常切り抜き師       | A-4番     | -         |
| 1st敗退 | ハノーバー         | 松竹芸能                     | コント   | 初出場       | なにわの秘密兵器         | B-2番     | -         |
| 1st敗退 | ダウ90000          | YOU GO sign                  | コント   | 初出場       | 男女8人笑物語            | B-3番     | -         |
| 1st敗退 | 天才ピアニスト     | 吉本興業                     | コント   | 初出場       | 変幻自在コメディエンヌ   | B-4番     | -         |
| 1st敗退 | フランスピアノ     | グレープカンパニー           | コント   | 初出場       | 気が付けばクレッシェンド | C-1番     | -         |
| 1st敗退 | ヨネダ2000         | 吉本興業                     | 漫才     | 初出場       | トリッキー&ファニー      | C-2番     | -         |
| 1st敗退 | Gパンパンダ        | ワタナベエンターテインメント | コント   | 2年連続2回目 | インテリ系トリックスター | C-3番     | -         |

| ブロック | グループ名   | 合計 | 兵動      | 陣内      | 岩尾      | 小沢      | 濱口      | 山内      | ユースケ  |
| -------- | ------------ | ---- | --------- | --------- | --------- | --------- | --------- | --------- | --------- |
| A        | こたけ正義感 | 51   | 5（2位）  | 10（1位） | 10（1位） | 1（4位）  | 10（1位） | 10（1位） | 5（2位）  |
| B        | 令和ロマン   | 51   | 5（2位）  | 5（2位）  | 10（1位） | 10（1位） | 1（4位）  | 10（1位） | 10（1位） |
| C        | カベポスター | 65   | 10（1位） | 10（1位） | 10（1位） | 10（1位） | 5（2位）  | 10（1位） | 10（1位） |

- 備考
  - 608組がエントリー。61組が一次予選を通過し、6月21日に大阪会場で23組、6月22日に東京会場で38組が最終予選に出場。決勝進出者12組は、6月23日19時にABEMAで発表された[34]。
  - 吉本以外所属のファイナリストが最多の7組となり、過半数を占めた。事務所の数も過去最多の7社。
  - 初めてYOU GO sign所属の芸人が決勝に進出した（ダウ90000）。8人組のファイナリストも史上初。
  - 初めてラストイヤーの芸人がファイナリストにいなかった[要出典]。
  - この回のゲスト漫才は、オズワルド（第42回ABCお笑いグランプリ優勝）、コウテイ（第41回ABCお笑いグランプリ優勝）、ミルクボーイ（第32回ABCお笑い新人グランプリ決勝出場・M-1グランプリ2019優勝）の3組[35]。また、オズワルドは決勝終了直後にABEMAで配信された番組のMCも担当した。
  - 第37回以降で初めて、コンビ以外の芸人がファイナルステージに進出した（こたけ正義感）。
  - カベポスターが4年連続の決勝進出、3回目のファイナルステージ進出となり、それぞれの単独最多記録を樹立した。
  - 優勝したカベポスターは、自身が持つファイナルステージ歴代2位の得点を更新した。
  - 2年連続で前回準優勝のグループが優勝した。
  - こたけ正義感と令和ロマンが、ファーストステージ・ファイナルステージ共に同点となり、6年連続でファイナルステージの順位がファーストステージの得点順と完全に同じになった。
  - ABEMA賞を受賞した令和ロマンには、副賞として賞金10万円が贈られた。

### 第44回
2023年7月9日に朝日放送テレビAスタジオで決勝を開催するとともに、13:55 - 17:25の時間帯で生中継を実施（関西ローカル）。また『ABEMA』でも同時配信。
この関係でテレビ朝日系列22局で当該時間帯にて放送の『バスケットボール強化試合　日本×台湾』（13:55 - 15:50）は10日未明（9日深夜）0:25 - 2:20にスポンサードネット扱いでの、『いよいよ今週開幕! 博多華丸・大吉の世界水泳福岡ばい!SP』（15:55 - 16:15）は同じく10日未明（9日深夜）2:20 - 2:45の遅れネットとなった。
| 成績    | グループ名     | 所属事務所                   | ジャンル | 決勝出場回数 | キャッチコピー         | 出番順    | Final得点     |
| ------- | -------------- | ---------------------------- | -------- | ------------ | ---------------------- | --------- | ------------- |
| 優勝    | ダブルヒガシ   | 吉本興業                     | 漫才     | 2年ぶり2回目 | 漫才ハードパンチャー   | C-3番/2番 | 671点（63点） |
| 2位     | 令和ロマン     | 吉本興業                     | 漫才     | 2年連続2回目 | TOKYOフリーダム        | B-2番/1番 | 671点（53点） |
| 3位     | 素敵じゃないか | 吉本興業                     | 漫才     | 初出場       | 大阪仕込みの東京イズム | A-2番/3番 | 651点         |
| 1st敗退 | 天才ピアニスト | 吉本興業                     | コント   | 2年連続2回目 | 女王のチャレンジ       | A-1番     | -             |
| 1st敗退 | こたけ正義感   | ワタナベエンターテインメント | ピン芸   | 2年連続2回目 | リーガルコメディアン   | A-3番     | -             |
| 1st敗退 | サスペンダーズ | マセキ芸能社                 | コント   | 初出場       | 正気と狂気の小劇場     | A-4番     | -             |
| 1st敗退 | ダウ90000      | YOU GO sign                  | コント   | 2年連続2回目 | ∞のコント空間          | B-1番     | -             |
| 1st敗退 | ハイツ友の会   | 吉本興業                     | コント   | 初出場       | ブラックガールズトーク | B-3番     | -             |
| 1st敗退 | 友田オレ       | GATE                         | ピン芸   | 初出場       | ダークホースは大学生   | B-4番     | -             |
| 1st敗退 | ストレッチーズ | 太田プロダクション           | 漫才     | 初出場       | 東京べしゃりボーイズ   | C-1番     | -             |
| 1st敗退 | ヨネダ2000     | 吉本興業                     | 漫才     | 2年連続2回目 | ノンストップトリッキー | C-2番     | -             |
| 1st敗退 | オフローズ     | 吉本興業                     | コント   | 初出場       | 無印トリオの逆襲       | C-4番     | -             |

| ブロック | グループ名     | 合計 | リンゴ    | 兵動      | 陣内      | 田中      | 山内      | ユースケ  | う大      |
| -------- | -------------- | ---- | --------- | --------- | --------- | --------- | --------- | --------- | --------- |
| A        | 素敵じゃないか | 53   | 5（2位）  | 10（1位） | 10（1位） | 5（2位）  | 10（1位） | 10（1位） | 3（3位）  |
| B        | 令和ロマン     | 53   | 10（1位） | 10（1位） | 10（1位） | 10（1位） | 5（2位）  | 5（2位）  | 3（3位）  |
| C        | ダブルヒガシ   | 63   | 3（3位）  | 10（1位） | 10（1位） | 10（1位） | 10（1位） | 10（1位） | 10（1位） |

- 備考
  - 575組がエントリー。45組が一次予選を通過し、体調不良により欠場したGパンパンダを除く44組が、6月22日に開催された最終予選に出場した[36]。
  - 初めてGATE所属の芸人（友田オレ）が決勝進出した。
  - この回のゲスト漫才は、カベポスター（前回王者）、さや香、見取り図の3組。また、見取り図は決勝終了直後にABEMAで配信された番組のMCも担当した。
  - ファイナルステージで初めて同率最高点が出た（令和ロマン、ダブルヒガシ）。ファーストステージで高得点を出した方が優勝となるルールが適用され、ダブルヒガシが優勝となった。
  - ABEMA賞を受賞した令和ロマンには、副賞として賞金10万円が贈られた。2年連続のABEMA賞受賞は初めて。

### 第45回
2024年7月7日に朝日放送テレビAスタジオで決勝を開催するとともに、13:55 - 17:25の時間帯で生中継を実施（関西ローカル）。また『ABEMA』でも同時配信、青森朝日放送（ABA）でも同時ネットを実施。
| 成績    | グループ名     | 所属事務所                   | ジャンル | 決勝出場回数 | 出番順    | Final得点 |
| ------- | -------------- | ---------------------------- | -------- | ------------ | --------- | --------- |
| 優勝    | 令和ロマン     | 吉本興業                     | 漫才     | 3年連続3回目 | C-1番/1番 | 659点     |
| 2位     | 青色1号        | 太田プロダクション           | コント   | 2年ぶり2回目 | B-4番/2番 | 655点     |
| 3位     | ダウ90000      | YOU GO sign                  | コント   | 3年連続3回目 | A-3番/3番 | 648点     |
| 1st敗退 | ぐろう         | 吉本興業                     | 漫才     | 初出場       | A-1番     | -         |
| 1st敗退 | 天才ピアニスト | 吉本興業                     | コント   | 3年連続3回目 | A-2番     | -         |
| 1st敗退 | 金魚番長       | 吉本興業                     | 漫才     | 初出場       | A-4番     | -         |
| 1st敗退 | エバース       | 吉本興業                     | 漫才     | 初出場       | B-1番     | -         |
| 1st敗退 | やました       | 吉本興業                     | ピン芸   | 初出場       | B-2番     | -         |
| 1st敗退 | フランスピアノ | グレープカンパニー           | コント   | 2年ぶり2回目 | B-3番     | -         |
| 1st敗退 | かが屋         | マセキ芸能社                 | コント   | 2年ぶり2回目 | C-2番     | -         |
| 1st敗退 | フースーヤ     | 吉本興業                     | 漫才     | 初出場       | C-3番     | -         |
| 1st敗退 | ぎょねこ       | ワタナベエンターテインメント | コント   | 初出場       | C-4番     | -         |

| ブロック | グループ名 | 合計 | リンゴ    | 兵動      | 陣内      | う大      | 山内      | ユースケ  | 志らく    |
| -------- | ---------- | ---- | --------- | --------- | --------- | --------- | --------- | --------- | --------- |
| A        | ダウ90000  | 49   | 1（4位）  | 10（1位） | 5（2位）  | 10（1位） | 3（3位）  | 10（1位） | 10（1位） |
| B        | 青色1号    | 58   | 10（1位） | 10（1位） | 5（2位）  | 3（3位）  | 10（1位） | 10（1位） | 10（1位） |
| C        | 令和ロマン | 58   | 10（1位） | 10（1位） | 10（1位） | 3（3位）  | 10（1位） | 10（1位） | 5（2位）  |

- なお、Aブロックでリンゴが天才ピアニストを、Cブロックでう大と志らくがフースーヤを1位に選んだことが本人たちの審査コメントで明かされている。

- 備考
  - 568組がエントリー。45組が一次予選を通過し6月21日に開催された最終予選に出場した[37]。
  - 大会史上初めて過去のM-1王者（令和ロマン）がエントリーし[38]、また史上初の「M-1優勝後のABCお笑いグランプリ優勝」を成し遂げた。
  - ファーストステージ開始前のゲスト漫才が前回王者（ダブルヒガシ）の1組のみになった。
  - 現大会になってから初めて上位3組のうちコンビが1組のみとなり、さらに3組とも異なる人数になった。
  - 初めて上位3組に大阪吉本所属芸人が一組もいなかった。
  - ファーストステージで青色1号と令和ロマンが得点同率1位となったため、「単独1位からの優勝」の連続記録は7年で途切れた。
  - ABEMA賞を受賞したフースーヤには副賞として賞金10万円が贈られた。
  - この回はファイナリストにキャッチコピーが付けられなかったが、紹介VTRにて「○○（グループ名）の○○（ジャンル）は？」という質問がなされ、それに対する回答が表示された。

| グループ名     | ○○の○○は？                         |
| -------------- | ---------------------------------- |
| ぐろう         | アンマッチな2人の掛け合い          |
| 天才ピアニスト | ありそうでなかった新食感           |
| ダウ90000      | 長くないから演劇じゃない           |
| 金魚番長       | サイコ&ファニー                    |
| エバース       | 日常会話                           |
| やました       | 数撃ちゃ当たる                     |
| フランスピアノ | 自由                               |
| 青色1号        | 三者三様                           |
| 令和ロマン     | ♪JAZZ♫                             |
| かが屋         | 人間! 人間! 人間!                  |
| フースーヤ     | ハイパーファニークレイジーハッピー |
| ぎょねこ       | おもちゃ箱                         |

### 第46回
2025年6月29日に朝日放送テレビAスタジオで決勝を開催するとともに、14:30 - 17:30の時間帯で生中継を実施（関西ローカル）し、『ABEMA』でも同時配信。
| 成績    | グループ名           | 所属事務所                   | ジャンル | 決勝出場回数 | キャッチコピー                                  | 出番順    | Final得点 |
| ------- | -------------------- | ---------------------------- | -------- | ------------ | ----------------------------------------------- | --------- | --------- |
| 優勝    | エバース             | 吉本興業                     | 漫才     | 2年連続2回目 | 日常会話                                        | B-3番/2番 | 667点     |
| 2位     | 家族チャーハン       | 吉本興業                     | 漫才     | 初出場       | 気怠さと気迫                                    | A-2番/3番 | 652点     |
| 3位     | かが屋               | マセキ芸能社                 | コント   | 2年連続3回目 | 人間味1000%                                     | C-3番/1番 | 649点     |
| 1st敗退 | 金の国               | ワタナベエンターテインメント | コント   | 初出場       | リアルとバカの黄金比                            | A-1番     | -         |
| 1st敗退 | センチネル           | 太田プロダクション           | 漫才     | 初出場       | バター醤油漫才                                  | A-3番     | -         |
| 1st敗退 | 天才ピアニスト       | 吉本興業                     | コント   | 4年連続4回目 | アホな哀愁                                      | A-4番     | -         |
| 1st敗退 | Gパンパンダ          | ワタナベエンターテインメント | コント   | 3年ぶり3回目 | ヒューマンバースト                              | B-1番     | -         |
| 1st敗退 | ザ・マミィ           | プロダクション人力舎         | コント   | 初出場       | テクニカルパワープレー                          | B-2番     | -         |
| 1st敗退 | 金魚番長             | 吉本興業                     | 漫才     | 2年連続2回目 | サイコ&ファニー                                 | B-4番     | -         |
| 1st敗退 | ソマオ・ミートボール | 吉本興業                     | ピン芸   | 初出場       | 耳心地いいインパクト                            | C-1番     | -         |
| 1st敗退 | フースーヤ           | 吉本興業                     | 漫才     | 2年連続2回目 | ハイパーファニークレイジー ハッピーフェニックス | C-2番     | -         |
| 1st敗退 | ハマノとヘンミ       | 太田プロダクション           | コント   | 初出場       | 関節技から打撃の ストロングスタイル             | C-4番     | -         |

| ブロック | グループ名     | 合計 | 山内      | ユースケ  | 陣内      | う大      | 野田      | 駒場      | 秋山      |
| -------- | -------------- | ---- | --------- | --------- | --------- | --------- | --------- | --------- | --------- |
| A        | 家族チャーハン | 60   | 10（1位） | 10（1位） | 10（1位） | 5（2位）  | 10（1位） | 5（2位）  | 10（1位） |
| B        | エバース       | 70   | 10（1位） | 10（1位） | 10（1位） | 10（1位） | 10（1位） | 10（1位） | 10（1位） |
| C        | かが屋         | 55   | 5（2位）  | 5（2位）  | 10（1位） | 10（1位） | 10（1位） | 5（2位）  | 10（1位） |

- 備考
  - 542組がエントリー。42組が一次予選を通過し6月17日に開催された最終予選に出場した[39]。
  - 放送時間が短縮され、ファーストステージ開始前のゲスト漫才が廃止された。
  - 初めてファイナルステージ進出者の中に審査員から3位以下の評価を受けたグループがいなかった。
  - Bブロック3組目のエバースが、第42回オズワルド以来、大会2度目のファーストステージでの「審査員全員からの1位評価」を達成した。
  - 9年連続でファーストステージの点数が最も高かった組が優勝した。
  - 6年連続で決勝経験者が優勝した。
  - ABEMA賞を受賞した金魚番長には副賞として賞金5万円が贈られた。

## 歴代最終予選進出者一覧
太字は決勝進出組
- 相席スタート
- アイロンヘッド
- アゲイン
- あっぱれ!
- アナクロニスティック
- 尼神インター
- インディアンス
- ウエストランド
- 馬と魚
- オーストラリア
- 学天即
- カスターニャtantan!!
- キンボシ

- ぐりんぴーす
- kento fukaya
- ZAZY
- ザ・パーフェクト
- さや香
- さらば青春の光
- サンディエゴ
- ジグザグジギー
- ジソンシン
- 笑撃戦隊
- シンクロック
- スーパーノヴァ
- スクールゾーン

- スパイク
- セルライトスパ
- センサールマン
- 大自然
- ダイス
- ダイタク
- 田畑藤本
- ダブルアート
- TEAM BANANA
- デニス
- ドドん
- とんこっちゃんふじ子
- ニュークレープ

- ニューヨーク
- 馬鹿よ貴方は
- はね犬バンジー
- 林家愛染
- ハリード
- ヒガシ逢ウサカ
- 土方兄弟
- 平野ノラ
- 廣瀬優
- プリマ旦那
- ヘンダーソン
- マーチ
- マッハスピード豪速球

- マルセイユ
- ミキ
- 見取り図
- ヤーレンズ
- やまぐちたけし
- ゆーびーむ☆
- ゆりやんレトリィバァ
- 吉田たち
- ラニーノーズ
- 隣人13号
- ロングコートダディ

- 相席スタート
- アイロンヘッド
- アキレスと亀
- 尼神インター
- アマレス兄弟
- アントワネット
- いなかのくるま
- インディアンス
- ウエストランド
- Aマッソ
- お見送り芸人しんいち
- 蛙亭
- からし蓮根
- 河邑ミク

- ガクヅケ
- ガンバレルーヤ
- キサラギ
- キンボシ
- 紺野ぶるま
- さすらいラビー
- さや香
- THE GREATEST HITS
- ZAZY
- ザ・バーディーズ
- ザ・パーフェクト
- 霜降り明星
- Gパンパンダ
- ジャイアントジャイアン

- スーパーノヴァ
- 田畑藤本
- 大自然
- ツートライブ
- テゴネハンバーグ
- デニス
- トンツカタン
- ニューヨーク
- ハナコ
- 林家愛染
- バンビーノ
- フースーヤ
- フカミドリ
- プリマ旦那
- ぼびぼびお

- マイペース
- 街裏ぴんく
- マッハスピード豪速球
- ニッポンの社長
- マユリカ
- マルセイユ
- ミキ
- 村一番
- メルヘン須長
- ゆりやんレトリィバァ
- ラニーノーズ
- ラフレクラン
- ラブレターズ
- ランジャタイ
- ロングコートダディ

- あぜん
- アマレス兄弟
- アンダーパー
- EXIT
- 石出奈々子
- いぬ
- インディアンス
- ウエストランド
- 卯月
- エンペラー
- 鬼越トマホーク
- おほしんたろう

- 蛙亭
- かぎしっぽ
- 駆け抜けて軽トラ
- からし蓮根
- 河邑ミク
- きつね
- キュウ
- 清友
- kento fukaya
- コウテイ
- 紺野ぶるま
- さすらいラビー

- さや香
- サンシャイン
- Gパンパンダ
- シティホテル3号室
- ジャイアントジャイアン
- 世間知らズ
- そのせん
- ダイタク
- 大自然
- たくろう
- 東京ホテイソン
- トンツカタン

- なにわスワンキーズ
- ニッポンの社長
- ニューヨーク
- ネイビーズアフロ
- ネルソンズ
- ノボせもん
- ハナコ
- 濱田祐太郎
- バベル
- ヒガシ逢ウサカ
- ビスケットブラザーズ
- ファイヤーサンダー

- フースーヤ
- フタリシズカ
- マユリカ
- やさしいズ
- ゆりやんレトリィバァ
- 吉住
- 四千頭身
- ラフレクラン
- ラ・ラベスト
- ランブルスコ
- ロングコートダディ

- エンペラー
- お見送り芸人しんいち
- 蛙亭
- カベポスター
- からし蓮根
- 河邑ミク
- きつね
- 空気階段
- 黒帯
- コウテイ
- 紺野ぶるま

- ZAZY
- さすらいラビー
- 侍スライス
- さや香
- Gパンパンダ
- シティホテル3号室
- ジャイアントジャイアン
- 真空ジェシカ
- シンテンチ
- スクールゾーン
- ストレッチーズ

- そいつどいつ
- 大自然
- たくろう
- 田津原理音
- ドーナツ・ピーナツ
- トンツカタン
- 納言
- ニッポンの社長
- ニューヨーク
- ネイビーズアフロ
- パーパー

- パーマ大佐
- ヒガシ逢ウサカ
- ビスケットブラザーズ
- フタリシズカ
- 紅しょうが
- 宮下草薙
- やさしいズ
- 四千頭身
- ラニーノーズ
- ラフレクラン

- 赤もみじ
- あんこ
- オズワルド
- 蛙亭
- かが屋
- カベポスター
- からし蓮根
- きつね
- キャツミ
- きんめ鯛
- 空気階段
- くらげ
- kento fukaya
- コウテイ

- コロネケン
- ZAZY
- さすらいラビー
- 侍スライス
- さや香
- サンシャイン
- さんぽ
- Gパンパンダ
- 新作のハーモニカ
- ストレッチーズ
- スタミナパン
- 世間知らズ
- そいつどいつ
- 滝音

- たくろう
- ダブルヒガシ
- 男性ブランコ
- チェリー大作戦
- ちからこぶ
- ティモンディ
- 天才ピアニスト
- ドーナツ・ピーナツ
- トンツカタン
- ナイチンゲールダンス
- ナミダバシ
- 20世紀
- ネイビーズアフロ
- ねこ屋敷

- バッテリィズ
- はなしょー
- ビスケットブラザーズ
- フタリシズカ
- ベルサイユ
- マユリカ
- 丸亀じゃんご
- モシモシ
- もも
- やさしいズ
- 吉住
- ラフレクラン
- 令和ロマン
- レインボー

- マツモトクラブ
- シティホテル3号室
- 赤もみじ
- 寺田寛明
- 徳原旅行
- ゼスト
- フタリシズカ
- Gパンパンダ
- ジグロポッカ
- 新作のハーモニカ
- 土佐兄弟
- さすらいラビー
- サルベース
- さんぽ
- 幸せのトナリ

- センチネル
- それもまた一興
- アホロートル
- カカロニ
- 河邑ミク
- パンプキンポテトフライ
- アンダーパー
- オズワルド
- 蛙亭
- ネイチャーバーガー
- 素敵じゃないか
- ケビンス
- ドッチモドッチ
- ナイチンゲールダンス
- オダウエダ

- 世間知らズ[注 7]
- ナミダバシ
- 令和ロマン
- 9番街レトロ
- コットン
- そいつどいつ
- 空気階段
- ぼる塾
- ラランド
- 風穴あけるズ
- チェリー大作戦
- 翠星チークダンス
- たくろう
- からし蓮根
- タイムキーパー

- cacao
- さや香
- エルフ
- フースーヤ
- タチマチ
- きんめ鯛
- カベポスター
- 丸亀じゃんご
- 豪快キャプテン
- ダブルヒガシ
- ドーナツ・ピーナツ
- なにわスワンキーズ
- 隣人
- ねこ屋敷
- もも

- らこめでぃ
- さすらいラビー
- 幸せのトナリ
- センチネル
- 青色1号
- ストレッチーズ
- Gパンパンダ
- ラパルフェ
- こたけ正義感
- 金の国
- サノライブ
- かが屋
- 徳原旅行
- けんぞう
- パンプキンポテトフライ

- フランスピアノ
- ビデボーイズ
- オドるキネマ
- 10億円
- エバース
- 素敵じゃないか
- オダウエダ
- 三匹
- ブラゴーリ
- ぼる塾
- ヨネダ2000
- 9番街レトロ
- 令和ロマン
- Now on sale
- レインボー

- そいつどいつ
- エルフ
- 軟水
- ダウ90000
- 河邑ミク
- 森本サイダー
- ニモテン
- アンダーパー
- 小松海佑
- 放課後ボーイズ
- たくろう
- もも
- カベポスター
- どんちっち
- タイムキーパー

- ダブルヒガシ
- バッテリィズ
- ドーナツ・ピーナツ
- ハイツ友の会
- 天才ピアニスト
- スキンケア大学
- フースーヤ
- タチマチ
- チェリー大作戦
- イチオク
- 20世紀
- ファンファーレと熱狂
- フミ
- ハノーバー
- にぼしいわし
- トルクレンチガールズ

- かが屋
- サスペンダーズ
- Gパンパンダ[注 7]
- こたけ正義感
- 金の国
- 布施エンジェルス
- コンピューター宇宙
- さすらいラビー
- サルベース
- ストレッチーズ
- ハマノとヘンミ
- ダウ90000
- ジャックポット
- 天才ピアニスト
- ソマオ・ミートボール

- ぎょうぶ
- ハイツ友の会
- タイムキーパー
- 三遊間
- 爛々
- フースーヤ
- キングブルブリン
- チェリー大作戦
- 翠星チークダンス
- マーメイド
- バッテリィズ
- イチオク
- ダブルヒガシ
- ドーナツ・ピーナツ
- 11月のリサ

- シンクロニシティ
- プール
- エバース
- 令和ロマン
- オフローズ
- オダウエダ
- 素敵じゃないか
- 狛犬
- 9番街レトロ
- ヨネダ2000
- 無尽蔵
- 友田オレ
- 大仰天
- フランスピアノ
- ラランド

- 春とヒコーキ
- きつね日和
- かが屋
- フランツ
- ダウ90000
- ハマノとヘンミ
- 青色1号
- オッパショ石
- ぎょねこ
- 豆鉄砲
- ゼンモンキー
- 金の国
- Gパンパンダ
- こたけ正義感
- 友田オレ

- フランスピアノ
- レインマンズ
- 伝書鳩
- 狛犬
- ナイチンゲールダンス
- エバース
- イチゴ
- プール
- 10億円
- オフローズ
- 軟水
- ヨネダ2000
- エルフ
- 金魚番長
- 令和ロマン

- 鈴木ジェロニモ
- キャプテンバイソン
- 涼風
- シンバルモンキー
- ぎょうぶ
- 天才ピアニスト
- 空前メテオ
- cacao
- フースーヤ
- どんちっち
- ウイスキーカノン
- ぐろう
- やました
- はるかぜに告ぐ
- 三遊間

- 春とヒコーキ
- かが屋
- 家族チャーハン
- バリカタ友情飯
- ヨネダ2000
- ぐろう
- マーメイド
- サルベース
- 無尽蔵
- ぎょねこ
- Gパンパンダ
- 3000
- さとなかほがらか
- ナユタ

- ソマオ・ミートボール
- 三遊間
- 例えば炎
- 涼風
- ハマノとヘンミ
- グータン森山
- 四千頭身
- ラパルフェ
- まぐろ兄弟
- ミヤゼユリハマ
- シンクロニシティ
- エバース
- フースーヤ
- ライムギ

- オーパスツー
- ドナタ
- フランスピアノ
- えびしゃ
- ザ・マミィ
- 金魚番長
- 軟水
- ナイチンゲールダンス
- 天才ピアニスト
- アマルフィん
- センチネル
- スピーディーハンター
- 友田オレ
- 金の国

## スタッフ
第46回（2025年6月29日放送時点）
- ナレーター：MOROHA アフロ（第44回-）
- 番組ロゴ・KV(第45回-)：有元沙矢香、川藤和徳、水本晋平、鹿山日奈子、池田樹（共に第45回-）
- 構成・予選審査員：森、やまだともカズ、岸本尚久、友光哲也、大井洋一（森・やまだ・友光→第43回は構成、大井→第43回は予選審査員、岸本→第44回-）
- TM：長野允耶（第46回、第45回はCAM）
- TD：下村剛司（第44回-、第43回はVE）
- SW：錦戸浩司（第46回、第44回はCAM、第45回はS・SW）、芝田幸司（第44回-、第41回はCAM、第43回はS・SW）
- VE：大西拓紀（第45回-）、三宅志音（第46回）
- CAM：川崎拓真、岩井笙汰、栗林克夫、川崎圭一郎、山本久、知花裕樹、村田雄哉、山内将太郎、上岡一恵、粟津光乗、水城諒大（川崎拓・岩井・山本・知花・山内→以前も担当、栗林・山本・山内・上岡・粟津・水城→第46回、川崎圭→第41,45回-、第43回はS・SW、第44回はSW、山内→以前は将太朗名義）
- MIX：滝川毅（第43回-、第41回はPA）、西森大記（第41,46回、第39,43,44回はPA）
- AUD(第44回-)：大山祐馬、芝野里佳子、片岡佑美、石原すず、桒田芙未、中川こころ（片岡→第45回-、その他→第46回、中川→以前はS.MIX）
- PA：和三晃章、山本耕之（共に第46回、和三→第39,43回はS.MIX、第41回はMIX）
- SE：牧愛恵（第46回）
- CG：田代衣里（第46回）、熊本幸歩（第44回-）
- 収録(第44回-)：船越浩一（第44回-）
- 編集：渡邊知紀（第46回）、森島健太（第43回-）
- EED：小田雄大、宇田周人（宇田→第46回）
- 音響効果：黒澤秀一（第45回-、第41,44回はMA兼務）、谷口夏海（第45回-、第43回はSE、第44回はMA兼務）
- MA：宮崎海斗、仲本拓矢（共に第45回-）
- テロップ送出(第44回-)：西野智実（第44回-、第39回はVR得点オペ、第43回智美名義でスーパーオペ）、久野凜花（第45回-）、今井愛菜（第46回）
- VR(第44回-)：神牧菜々子（第44回-）、岡本佳織（第45回-）
- VTR：荒木佳恵、長渕清美（共に第44回-、長渕→以前はVTRオペ）
- LD：相澤裕一（第43回-）
- 照明：内田良子、中川芽実、高原大裕、藤井美波、梶田拓也、鈴木康司、田中瑠華（内田・鈴木・田中→第46回、藤井→第45回-、田中→以前も担当）
- 美術：西村太郎（第45回-、第43,44回はCG）、稲垣ゆき乃（第45回-）
- 大道具：つむら工芸（第42回-、第41回は協力）、堀江美咲（第44回-）、内田健（第46回）
- 小道具：まいど、森永七海、松田こころ、高津商会、青野仁美、京阪商会、地村尚子（森永・松田以外→第41回は協力、森永・松田・青野→第44回-、地村→第45回-）
- 電飾：デンコー（第41回は協力）、松尾一樹、山崎翔太（第41回は得点集計）
- 衣裳(第44回-)：東京衣裳（第41回は協力、第43回は衣装協力）、田中由紀（第45回-）、東花恋（第46回）
- モニター：インターナショナルクリエイティブ（第43回は協力）、河村秀司（第44回-、以前は秀治名義）
- 特殊効果：ギミック（第43回-、以前は協力）、上野結衣（第46回）
- メイク：ビーム（第41回は協力）
- 得点集計：野地慎太郎（第44回-）、橋本隼佑（第46回）
- 協力：ABCリブラ、アイネックス、ビープス、関西東通、よしもとブロードテック、Studio Nest、ライズアップ、P-CUBE、ハートス、ジー・マックス、デジアサ、DRAGONGATE JAPAN（よしもと・DRAGON→第46回）
- 浴衣提供：まるやま・京彩グループ（第46回）
- ABEMA：萩原弘騎（第44回-）、小林ななみ（第45回-）、大島潔子（第44回-）、宇仁桃子（第44,46回）、平田梨里花（第46回）、藤松杏奈（第46回）
- 営業：清水央太郎、菅井夏聖、石西大樹、浅野楓芽（共に第46回）
- 番組宣伝：小林未来（第45回-）、竹内一平（第46回）、吉澤はるね（第45回-、第44回はABEMA）、中井晴菜（第46回）
- コンテンツ：佐々木匡哉（第41回-、第39回はプロデューサー）、松田尚之（第43回-）、小林健太朗（第46回）、前原宴（第46回）
- 配信：薮田璃古（第45回-）、平岩玲奈（第45回-）
- HP：柳田裕子（第46回）、高岡丈二（第43,44,46回）
- WEB：森谷育実（第45回-）、竹内智志（第46回）
- 編成：森裕喜（第45回-）、森川亜紀（第43回-）、近藤武尊（第46回）、小林由依（第46回）
- TK：東野未有希
- デスク：田村圭、板倉とわか（板倉→第45回-）
- AP：吉野加椰（第43回-）
- AD：井澤哲、林志帆（共に第46回）
- FD：松井大将（第46回）
- ディレクター：木下尚哉、中野良、山口勇大、松井彰吾、喜多治揮、清水晃毅、藤宮智紀、木村小夏、山本碧都、中村友香、原佳子、山本佳依、高橋加帆、人見夏輝、小林陽、川原由理（木下→以前は営業、中野・山口・喜多・山本碧・山本佳・高橋・人見・小林・川原→第46回、中野・松井→以前はAD、松井・清水・木村→第44回-、藤宮・中村・原→第45回-、木村→第43回はAD、中村・原→第44回はAD、山本佳・高橋→第45回はAD）
- 総合演出：成瀬樹（第45回-、第44回はディレクター）
- プロデューサー：児玉裕佳（第44回-）、大迫浩幹（第46回、以前はディレクター）
- チーフプロデューサー：森田純平（第46回）
- 制作著作：ABCテレビ（朝日放送テレビ）[注 1]

### 過去のスタッフ
- ナレーター：落合健太郎（第41-43回）
- 構成：小林仁
- 予選審査員：髙木伸也・南雄大（共に第43回）
- TM：山中康男（第41回、第39回はMIX）、 勝間敦（第43回）、川本龍文（第44,45回、以前はTD/SW）
- S・SW：岡田光司、松岡俊樹（松岡→第44回、以前はCAM）
- SW：宇佐美貴士、波田純一（波田→第43回、第39回はVE、第41回はS・SW）
- VE：鹿嶋友樹（第39,41回）、髙野敏志（第43,44回）、細川圭吾（第44,45回、第41回はTD/LD、第43回はTD）
- CAM：手塚西都子、木戸秀樹、竹島忠寛、中本徹、松本譲二、香月崇志、金原良之、石川和義、田中康彦、渡邉一樹、中谷祐喜、松木涼介、曾根一人、吉岡利晃、森下智之、赤井佑、山田大渡、名河内莉央、深野高史、薬師寺智久、林加奈子、杉本昴平（渡邉～山田→第44回、中谷・松木→以前も担当、名河内～杉本→第45回）
- S.MIX：林田雄貴、牛越大輔、竜田英則、中井真司、小谷真央（第41回はPA）、井上典子、道姓舞衣
- MIX：岩橋貞成（第43,45回、第44回はS.MIX）
- AUD(第44回-)：田中直橘、飯田一馬、真鍋琳久（共に第44回）、岩﨑そら、井上紗央里（共に第44,45回、井上→以前はS.MIX）、山口小百合、中埜智也、今田大貴（共に第45回、中埜→以前はS.MIX）
- PA：清水俊孝、山下真由（山下→第41回はS.MIX兼務）、外島真由美（第45回）
- VTR：楠本由希子、舩越浩一、塩村文野（塩村→第43回）
- SE：石本惣之進、西川知花（西川→第45回、以前も担当）
- CG：明石達也（第41回、第39回はCGディレクター）、濱口慎介（第44回）、桃田詩音（第45回）
- CGテクニカル：濱名紘輔
- 編集：今西政之（第43-45回）
- EED：吉澤祐樹、前橋麻希、垣見悠斗（垣見→第44,45回）、山田潤、林香奈（林→第45回）
- MA：川口晃平
- 音響効果：西川友花（第45回）
- テロップオペ：藤田まどか、浅井千絵、湯浅未夕、出石大志、村上せいあ、村上ももか（村上せ・村上も→第43回）
- VTRオペ：大原優知、藤本ゆかり、岡田真樹子、森本みさお（岡田・森本→第43回）
- VRオペ：藤木翔子（第41回、第39回はスーパーオペ）、石原雅子（第43回）
- VR(第44回-)：清水真貴（第44回、第43回はVRオペ）
- テロップ送出(第44回-)：小谷淳一郎（第44回）、戸田優花（第44,45回）
- LD：細川圭吾、濱名紘輔
- サブチーフ：瀧本貴士、重國裕治
- 照明：西康宏、宮元美紅、山名道隆、桒原一愛、滝口円香、中村康彦、山鬼大輝、宮崎健一、東岡允、中村美月、岡崎麻依、宮ノ原祐俊、岸本青佳、津越彩奈、小中美有、大杉貴則（東岡・中村→第44回、中村→以前も担当、岡崎→第39,44,45回、第43回はLD、宮ノ原→第45回、第44回はLD、以前も照明、岸本・津越・小中・大杉→第45回）
- 美術：山下創平、大屋信徹、吉沢みちる（吉沢→第43回）、小林沙奈美（第44回）
- 大道具：佐藤千織、竹内彩乃、田村竜一、合六健二郎、大森靖之（大森→第44,45回）
- 小道具：浦藪葉月、木村翼、水田直久（水田→第44回）
- 電飾：小田一博
- 衣裳(第44回-)：平山健志（第44回）、長瀬結月（第45回）
- メイク：有本由奈（第44回）
- 得点集計：藤原裕之、村中貴彦（村中→第43-45回）
- 特殊効果：石本貴司
- 協力：東通企画、MTプランニング、ナダシンの餅、KANDA SQUARE（KANDA→第44回）、CREA5、よしもとブロードエンタテインメント
- カラオケ音源協力：第一興商
- 浴衣提供：京都さがの館、ange（ange→第43-45回）
- ABEMA：宮本博行、工藤良真、増本愛理、梅宮光司、藤澤明日香、清水彩加、飯田風太、日高成樹、若井レイ、北條愛、本山靖子、高橋直文、岸英輔、倉島章二、原朋也、武田友香、関本幸樹、岩田志乃、木村海斗、山川翔、浅野詩織（山川・浅野→第44回）、船曳健太（第45回）
- 営業：寺尾光洋、佐々木聰子、川島拓也（川島→第43回）、沖原千佳、端山響（共に第43,44回）、小幡奈央、岡野悠紀（共に第44,45回）、中村光、樋山匠（共に第45回）
- 番組宣伝：井上勤、高原彩、川元寛之、山中奈奈美（山中→第43,44回、以前はWEB）、衣川淳子（第43-45回）、石野魁盛（第45回）
- コンテンツ：中山裕、石橋義史（石橋→第39回は編成）、加藤啓次郎（第43回）、春名雄児（第43,44回）、山本和也（第44回）、山田拓（第45回、第44回はプロデューサー）、楢崎祐基（第45回）
- WEB：足立冬馬、田中敬、金谷理恵、能川悦子（能川→第44回）、立川百花（第45回）
- 配信：阪上佑一郎、貝原謙人（共に第43回）、富山将嗣（第43,44回）、大西亜季（第44回）、吉田一輝（第44,45回）、林龍之介（第45回）
- HP：石黒未希、藤原美江、立原百花（立原→第44回）
- 編成：丘文奈、高妻蔵馬、横田瑠衣、鈴鹿相哉、田上英幸（田上→第44,45回）、荒川美幸（第45回）
- デスク：立野亜紀、岡由子、中西由紀（中西→第43回）
- AD：丸山誠悟、比屋根り子
- FD：平野孝雄、佐々木莉里、安本浩太
- ディレクター：渡辺文人、西村晃介、大野祐司、二村貴大、山崎佑斗、辻知奈美（辻→第41回、第39回はAD）、前田健太、上本理恵（上本→第39回はAD）、藤沢ひかり、積拓矢、髙橋紀之、山口勇太（髙橋・山口→第44回、髙橋→以前はCAMで高橋名義）、竹村聖葉（以前も担当）、由木南、米澤のぞ美（由木・米澤→第44,45回）
- 総合演出：白石和也、藤本能範（藤本→第44回、第43回はディレクター）
- プロデューサー：辻史彦、桒山哲治、北村誠之、中川翔子、重信篤志（重信→第44,45回、第43回は総合演出）
- チーフプロデューサー：近藤真広（第41回、第39回はプロデューサー）、鈴木洋平（第43回、第41回はプロデューサー）、下山航平（第44,45回、第39回はディレクター、第41回は総合演出、第43回はプロデューサー）